# Didymella fabae
Didymella fabae G.J. Jellis & Punith – gatunek grzybów z klasy Dothideomycetes. Wywołuje chorobę o nazwie askochytoza bobiku. 

## Systematyka i nazewnictwo
Pozycja w klasyfikacji według Index Fungorum: Didymellaceae, Pleosporales, Pleosporomycetidae, Dothideomycetes, Pezizomycotina, Ascomycota, Fungi.
W wielu opracowaniach gatunek ten znany jest pod nazwą Ascochyta fabae. Speg. Obecnie wiadomo, że takson ten opisany jako odrębny gatunek, w rzeczywistości jest tylko anamorfą Didymella fabae (forma rozmnażająca się bezpłciowo).
Synonimy: 
- Ascochyta fabae Speg.,
- Ascochyta pisi f. foliicola Sacc. & Marchal,
- Ascochyta pisi var. fabae R. Sprague,
- Ascochyta pisi var. foliicola (Sacc. & Marchal) Wollenw. & Hochapfel, 1936,
- Ascochyta spraguei Melnik[3].

## Morfologia
Grzyb mikroskopijny. Strzępki bezbarwne lub żółtawe, obficie rozgałęzione, z przegrodami. Pyknidia częściowo zanurzone, żółtobrązowe, niemal kuliste, z jedną ostiolą. Mają rozmiar 200–250 μm. Komórki wewnętrzne bezbarwne, o kształcie od cylindrycznego do niemal kulistego. Pykniospory bezbarwne, zakrzywione, o podstawie nieco zaokrąglonej. Mają 1-3 przegrody i rozmiar 16–24 × 3,5–6 μm. Worki  ułożone w rzędach, zanurzone, ciemnobrązowe, o rozmiarach 55–70 × 10–14 μm. Askospory bezbarwne, gładkie, szeroko elipsoidalne, dwukomórkowe, zwężone w miejscu przegrody, przy czym górna część jest szersza od dolnej. Mają rozmiar  15–18 × 5,5–6,5 μm.